# NGC 1347/1
NGC 1347/1 је спирална галаксија у сазвежђу Еридан која се налази на NGC листи објеката дубоког неба.
Деклинација објекта је - 22° 16' 45" а ректасцензија 3h 29m 41,8s. Привидна величина (магнитуда) објекта NGC 1347 износи 13,0 а фотографска магнитуда 13,7. NGC 13471 је још познат и под ознакама ESO 548-27, MCG -4-9-17, VV 23, IRAS 03275-2226, ARP 39, AM 0327-222, PGC 12989.